# Sławutowo
Sławutowo (kaschubisch Sławùtowò, früher Wieldżé Sławùtowò; deutsch Groß Schlatau) ist ein Dorf und Sołectwo (Schulzenamt) der Landgemeinde Puck im Powiat Pucki der Woiwodschaft Pommern in Polen.

## Geographie
Der Ort liegt in Pommerellen und Kaschubien, sieben Kilometer südwestlich der Stadt Puck (Putzig) und 21 Kilometer nordwestlich von Gdynia (Gdingen). Nachbarorte sind Brudzewo (Brusdau) im Nordosten, Żelistrzewo (Sellistrau) im Osten und Sławutówko (Klein Schlatau) im Südosten. Der kleinere Ort Sławutówko gehört zum Schulzenamt.
Im Westen des Orts erstreckt sich die Puszcza Darżlubska, auch als „Totenwald“ (Wald von Piaśnica) bekannt.

## Geschichte

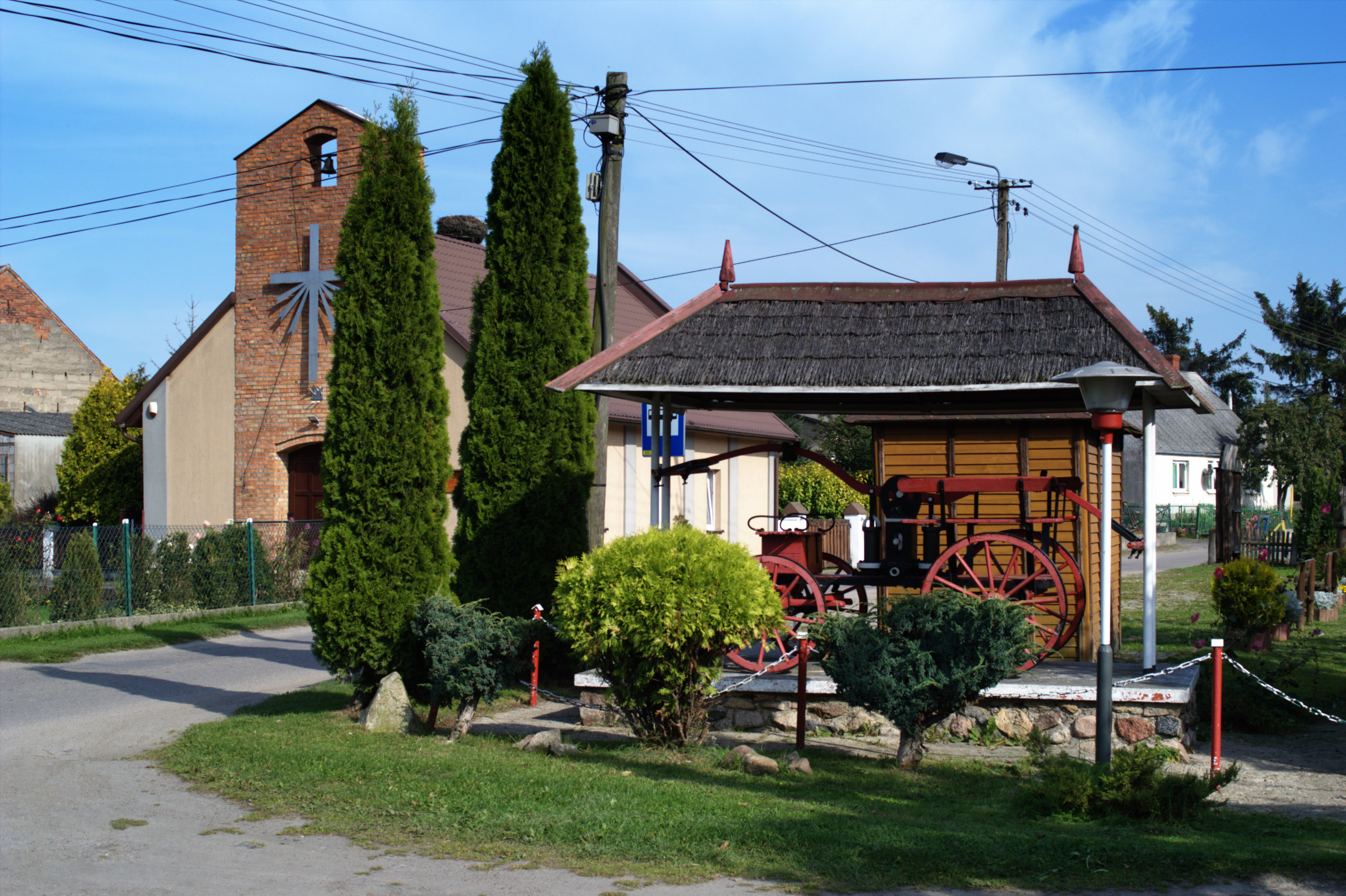
Zentrum des Dorfs

Der Ort wurde 1277 als Slavutowo urkundlich genannt sowie 1516 zeitweise als Slautau.
Die Region kam nach der Ersten Teilung Polens 1773 an das Königreich Preußen. Kirchort beider Konfessionen war Putzig, für die evangelische bis 1780 Bohlschau. Von 1887 bis 1919 gehörte der Ort zum Kreis Putzig in der Provinz Westpreußen des Deutschen Reichs. Er hatte den Status einer Landgemeinde im Amtsbezirk Celbau. Klein Schlatau war der zugehörige Gutsbezirk mit den Wohnplätzen Mühle und Forsthaus Schlatau. Nach Ende des Ersten Weltkriegs wurde das Kreisgebiet mit Groß Schlatau aufgrund der Bestimmungen des Versailler Vertrags, mit Wirkung vom 20. Januar 1920, an Polen abgetreten.
Als Teil des Polnischen Korridors gehörte das Gebiet zum Powiat Pucki und wurde am 1. Januar 1927 in den Powiat morski eingegliedert. Durch den Überfall auf Polen 1939 kam das Gebiet des Korridors völkerrechtswidrig an das Reichsgebiet und wurde dem Reichsgau Danzig-Westpreußen zugeordnet. Die Schreibung des Ortsnamens wurde 1942 in Großschlatau geändert.
Gegen Ende des Zweiten Weltkriegs besetzte im Frühjahr 1945 die Rote Armee das Kreisgebiet und übergab es an die Volksrepublik Polen. Die deutsche Minderheit wurde ausgewiesen. In den Jahren 1975–1998 gehörte das Dorf administrativ zur Woiwodschaft Danzig, der Powiat Pucki war in diesem Zeitraum aufgelöst.
Die Gemeinde gehört zu den zweisprachigen Gemeinden in Polen.

## Bevölkerungsentwicklung
Landgemeinde / Gutsbezirk
- 1793: 14 / 16 Feuerstellen
- 1905: 226 / 252 Einwohner
- 1910: 253 / 277 Einwohner

Sławutowo mit Sławutówko
- 1998: 421 Einwohner
- 2011: 413 Einwohner[1]

## Sehenswürdigkeit und Baudenkmal
- Landschloss der Familie Below mit Gutsgebäuden an einem kleinen Teich in Sławutówko, Familiengrab im Wald

## Verkehr
Die Woiwodschaftsstraße DW216 wird in Sławutówko erreicht. Der nächste Bahnhof Mrzezino (Bresin) liegt an der Bahnstrecke Reda–Hel. Der nächste Flughafen ist Danzig.